# Special Forces
Special Forces – komputerowa gra zręcznościowa stworzona i wydana przez studio MicroProse w 1992 roku. Gracz ma w niej do dyspozycji oddział komandosów, który wykonuje wiele zróżnicowanych misji.

## Rozgrywka
W grze Special Forces gracz kieruje grupą czterech żołnierzy sił specjalnych. Celem gry jest wykonanie różnorodnych misji: od eskortowania jeńców wojennych po wysadzanie mostów i ciężarówek. Gra dzieli się na cztery scenariusze rozgrywające się w różnych sceneriach wojennych, a każdy scenariusz jest podzielony na cztery misje.
Przed rozgrywką gracz wybiera czterech żołnierzy spośród ośmiu mu zaprezentowanych. Każdy żołnierz różni się specjalnością, posiadaną bronią oraz maksymalnym udźwigiem ciężaru. Następnie gracz wybiera dla każdej kierowanej osoby broń, jaką dany żołnierz może udźwignąć.
Podczas walki dostępne są dwa rodzaje map. Mapa bitewna pokazuje żołnierzy oraz otaczający ich teren, natomiast mapa terenu przedstawia cały obszar misji. Żołnierze kierowani przez gracza mogą strzelać w kierunku przeciwników oraz podkładać ładunki wybuchowe. Zarówno postacie gracza, jak i komputerowi wrogowie mogą chować się w budynkach bądź za osłonami terenowymi. Po udanym zakończeniu misji żołnierze zostają ewakuowani oraz uhonorowani odznaczeniami i awansem.